# Neobisium bosnicum
Neobisium bosnicum är en spindeldjursart som beskrevs av Beier 1939. Neobisium bosnicum ingår i släktet Neobisium och familjen helplåtklokrypare.

## Underarter
Arten delas in i följande underarter:
- N. b. bosnicum
- N. b. herzegovinense
- N. b. ondriasi